# Ersi Arvizu
Ersi Arvizu, née en septembre 1948 à Los Angeles USA, est une chanteuse et compositrice américaine qui a été célèbre dans les années 1960 en tant que membre de The Sisters, le premier girl group de musique rock chicano.
Elle est par la suite la chanteuse principale du groupe El Chicano et connue pour sa contribution à la musique éponyme jusqu'en 1970.
Après une pause dans sa carrière musicale au cours de laquelle elle entraîne des boxeurs, étant elle-même une combattante professionnelle – catégorie Poids légers –, elle est "redécouverte" par le guitariste et producteur de musique Ry Cooder et prête sa voix à l'album Chávez Ravine de ce dernier. Son premier album solo est produit par Ry Cooder alors que sa carrière de chanteuse prend un nouvel essor.

## Vie et carrière
Rita, la mère d'Ersi, était auteure-compositrice-interprète et guitariste. Son père, Arturo, était également chanteur et guitariste, ainsi qu'entraîneur et manager de boxe. Tous deux se produisaient sous le nom de Dueto Arvizu lors de mariages et de concerts.
Ersi, la plus jeune de leurs six enfants, est née à East Los Angeles. Sa mère lui a appris à jouer de la guitare dès ses 5 ans et Ersi a commencé à chanter un an plus tard, comme le firent chacune et chacun de ses sœurs et frères.
Avec ses sœurs Mary et Rosella, Ersi se produit lors de fêtes de famille en chantant en espagnol. Arturo, qui gérait une salle de boxe, fait en sorte que ses trois filles se produisent sous le nom de The Sisters lors de concerts organisés dans des arènes pugilistiques telles que l'Olympic Auditorium de Los Angeles,,.
Les trois sœurs se produisent sous le nom de The Sisters de 1963 à 1968 et ont été le premier groupe de rock chicano entièrement féminin. Elles ont enregistré trois singles populaires pour Del-Fi Records de Bob Keane alors qu'elles étaient encore adolescentes ; parmi eux : Gee Baby Gee et Ooh Poo Pah Doo.
Leur succès local leur vaut d'être engagées comme première partie d'artistes tels que Stevie Wonder, Ike and Tina Turner et le duo Sonny and Cher.
Après que The Sisters aient cessé de se produire, Rosella est devenue une chanteuse de Ranchera de stature internationale. Ersi, elle, a continué de chanter et de se produire avec des groupes locaux tels que The Village Callers et The VIP's, lequel deviendra plus tard El Chicano, un groupe de latin rock de l'est de Los Angeles. Ce dernier invitera Ersi à contribuer à deux chansons pour leur deuxième album, Revolución (1971), dont l'une, Sabor a Mi, vendue à un million d'exemplaires, reste considérée dans les quartiers latinos comme un classique de l'Eastside Sound.
Après avoir quitté El Chicano en raison de désaccords liés à la consommation d'alcool, de drogues, etc., Ersi travaille avec son père comme entraîneuse de boxe pour des adolescents ; elle y croisera Oscar de la Hoya, futur médaillé d'or aux Jeux olympiques de Barcelone en 1992. Plus tard, elle sera elle-même active sur le ring et produira un bilan de combats de 4-0, tous par KO,.

### Retour à la musique
C'est en 2005, après avoir quitté la boxe et cinq années de divers emplois alimentaires, que Ry Cooder, après l'écoute d'un disque de The Sisters, la sollicite afin de participer à son projet musical, Chávez Ravine,.
Ersi y tiendra la voix principale sur Muy Fifi et Soy Luz y Sombra en duo avec Little Willie G.
L'album sera nommé pour un Grammy Award en 2006.
Par la suite, Ersi et Rosella se réunissent avec leur sœur Mary et produisent La Chicana and her Revue, un spectacle proposant leurs chansons des années 1960.
En 2008, Ersi délivre son premier album solo Friend for Life, mêlant boléros, R&B, salsa et blues, produit par Ry Cooder,, avant d'être sollicitée par Linda Ronstadt pour se produire au festival annuel de San José Mariachi aux côtés de celui-là.
Ersi continue de se produire, notamment lors d’événements comme le 100e anniversaire de Lalo Guerrero en 2016 à Tucson, où elle chante avec Ry Cooder, et une conférence-concert à UCLA en 2024 intitulée « Ersi and Friends ».
Elle demeure une figure respectée du chicano rock.

## Citations
« Elle est la voix. Et c'est la meilleure chose qui soit. Je ne peux pas vous dire à quel point c'est rare. », Ry Cooder.

## Lectures complémentaires
- L'Encyclopédie de la musique populaire (4) par Colin Larkin (2006) OUP (ISBN 9780195313734)
- El Chicano de Steven Loza (2013) dans The Grove Dictionary of American Music (2e édition)